# Raúl Ampuero
Raúl Galvarino Ampuero Díaz (Ancud, 19 de diciembre de 1917-Santiago, 11 de julio de 1996) fue un abogado y político socialista chileno. Se desempeñó como senador por la 1ª agrupación senatorial (Tarapacá y Antofagasta, 1953-1961 y 1961-1969). Durante su trayectoria política fue además Secretario general del Partido Socialista (PS), por cuatro periodos, así como del Partido Socialista Popular (1950-1952, 1955-1957), PSCh (1961-1965) y dirigente de la Unión Socialista Popular (USP). 

## Estudios y trabajo
Realizó sus estudios secundarios en el Liceo de Ancud, ingresó a estudiar Derecho en la Universidad de Chile donde se graduó de abogado en el año 1945, fue ayudante del Seminario de Ciencias Económicas de su universidad.
En 1941 trabajó como funcionario del Ministerio de Obras Públicas y Vías de Comunicación, hasta 1946, y en el ejercicio libre de la profesión hasta 1953. También fue consejero de la Corfo, en su calidad de Senador, hasta que las consejerías parlamentarias fueron suprimidas.

## Trayectoria política
En 1934, ingresó a la Federación Juvenil Socialista, siendo uno de sus fundadores y fue elegido Secretario General de esta en dos oportunidades. Formó parte de la delegación chilena al Congreso Mundial de la Juventud de 1938 en Nueva York.
En 1946 fue elegido secretario general de su partido e integró el Comité Central. Dos años después se produjo la división del Partido Socialista de Chile por la votación y promulgación de la Ley N° 8987 Defensa de la Democracia, que proscribía al Partido Comunista, proceso en cual el PS se dividió entre quienes apoyaban dicha ley y quienes la rechazaban. Como consecuencia de la división, los militantes que estuvieron a favor de la Ley logran retener el nombre del Partido Socialista de Chile mientras que quienes la impugnaban fundan el Partido Socialista Popular (PSP), del cual Ampuero sería uno de sus integrantes. En 1950, fue secretario general del PSP, cargo en el que fue reelecto en 1952, pero cuando el PSP apoyó la candidatura presidencial de Carlos Ibáñez del Campo, diversos dirigentes como Salvador Allende y otros vuelven al PS de Chile. 
En 1953, fue elegido senador por la Primera Agrupación Provincial Tarapacá y Antofagasta, (periodo 1953-1961). Integró las comisiones permanentes de Economía y Comercio; de Defensa Nacional; y la Comisión Mixta de Presupuestos.  
En 1956, participó en las dos reuniones del Comité Consultivo Latinoamericano Socialista de Montevideo, del 11 y al 13 de marzo y del 20 al 22 de diciembre. Las resoluciones de dicha instancia repudiaron a los regímenes militares de América Latina. 
En 1957 se reunifican los socialistas en el PS de Chile y elige a Salomón Corbalán como secretario general. En diciembre de 1961, fue nuevamente elegido secretario general del Partido Socialista cargo en el que fue reelecto en 1964. Entre 1959 y 1960, fue representante del Senado ante la Unión Interparlamentaria y ante el Grupo Regional Panamericano.
En 1961, fue reelecto senador por la misma Agrupación antes mencionada (período 1961-1969). Continuó en la Comisión Permanente de Defensa y se integró a la de Obras Públicas. Entre 1968 y 1969, fue miembro del Comité Parlamentario del Partido Socialista Popular. En su calidad de senador, visitó la Antártica chilena y la Isla de Pascua y promovió activamente el desarrollo de las regiones extremas. Entre 1961 y 1966, fue miembro del Comité Parlamentario de su partido. Al año siguiente, fue expulsado de la colectividad por cuestionar junto a otros dirigentes las nuevas medidas para elegir a los delegados al Congreso general adoptados por el Comité central presidido por Aniceto Rodríguez y pasó a formar parte de la recién fundada Unión Socialista Popular (Usopo) donde asumió como dirigente hasta 1973.

## Exilio
Tras el golpe de Estado de 1973, su domicilio fue allanado el 23 de septiembre. Fue llevado a la Escuela Militar y permaneció incomunicado hasta fines de diciembre. Tras su liberación viajó exiliado a Roma, Italia, donde se incorporó a la Liga por los Derechos y la Liberación de los Pueblos, presidida por el senador italiano Lelio Basso.
En 1975, se incorporó como profesor Adjunto de Historia Latinoamericana de la Facultad de Jurisprudencia de la Universidad de Sassari, en 1982 obtiene el puesto de profesor titular. 
En abril de 1989, regresó a Chile junto a su familia. Tras su retorno, formalizó su calidad de militante del Partido Socialista y retomó sus actividades políticas, participando en centros de estudio, debates y seminarios. Sin embargo, su principal preocupación apuntó a la unidad ideológica, política y orgánica del socialismo chileno. Asistió a la reunificación del PS en 1990. Orador brillante, contribuyó a diseñar los grandes perfiles ideológicos y la identidad del socialismo chileno, de cuya historia emerge como uno de sus más destacados forjadores.
Murió el 11 de julio de 1996 en Santiago, a los 78 años, afectado de una larga enfermedad.

## Historial electoral

### Elecciones parlamentarias de 1969
- Elecciones parlamentarias de 1969 para la Décima Agrupación Provincial: Chiloé, Aysén y Magallanes.[4]

| Candidato                    | Partido | Votos  | Resultado |
| ---------------------------- | ------- | ------ | --------- |
| Fernando Ochagavía Valdés    | PN      | 8019   | Senador   |
| Alberto Brautigam Luhr       | PN      | 557    |           |
| Luis Hernández Tapia         | PN      | 4973   |           |
| Raúl Ampuero Díaz            | USOPO   | 1820   |           |
| Humberto Díaz Vera           | USOPO   | 217    |           |
| Raúl Morales Adriasola       | PR      | 7678   | Senador   |
| Marcos Álvarez García        | PR      | 2285   |           |
| Salvador Allende Gossens     | PS      | 14.483 | Senador   |
| Alfredo Hernández Barrientos | PS      | 703    |           |
| Sergio Anfossi Muñoz         | PS      | 2.085  |           |
| Nestor Donoso Molina         | PS      | 385    |           |
| Alfredo Lorca Valencia       | PDC     | 7182   | Senador   |
| Juan Hamilton Depassier      | PDC     | 12.051 | Senador   |
| Félix Garay Figueroa         | PDC     | 2837   |           |
| Total de votos válidos       |         | 67.767 |           |